# Hypena subnotalis
Hypena subnotalis là một loài bướm đêm trong họ Erebidae.